# سامسونگ گلکسی گیر
سامسونگ گلکسی گیر (به انگلیسی: Samsung Galaxy Gear) یک ساعت هوشمند که در ۴ سپتامبر ۲۰۱۳ توسط سامسونگ در برلین معرفی شد.
این ساعت هوشمند از ۲۵ سپتامبر ۲۰۱۳ در ۱۴۰ کشور جهان عرضه می‌شود و از اکتبر در ایالات متحده با قیمت ۲۹۹ دلار عرضه می‌شود. این ساعت فقط با گلکسی نوت ۳ و گلکسی نوت ۱۰٫۱ کار می‌کند.

## مشخصات
- صفحه نمایش ۱٫۶۳ اینچی ۲۳۰ در ۲۳۰ سوپرامولد با چگالی پیکسل ۲۷۸[۲]
- پردازنده اگزینوس ۲ هسته‌ای ۸۰۰ مگاهرتزی
- پردازنده گرافیک آرم مالی۴۰۰[۲]
- ۵۱۲ مگابایت رم[۲]
- ۴ گیگابایت حافظه
- دوربین ۱٫۹ مگاپیکسلی (دوربین بر روی بند ساعت قرار دارد.)[۲][۳]
- بلوتوٍث ۴[۴]، ان‌اف‌سی و وای فای[۲]
- شتاب‌سنج ۳ محوره
- باتری ۳۱۵ میلی‌آمپر ساعت
- شتاب‌سنج و ژیروسکوپ[۵]